# Якана білоброва
Якана білоброва (Metopidius indicus) — вид сивкоподібних птахів родини яканових (Jacanidae).

## Поширення
Вид поширений у Південній та Південно-Східній Азії від Південного Пакистану до острова Ява.

## Опис
Тіло завдовжки 29 см. Самиці більші за самців. Вага самця 180 г, самиця — 280 г. Крила бронзова-коричнева з оливковим відтінком, і контрастують з широкою білою надбрівною смугою. Голова, шия і груди чорні з синім відтінком. Спина та хвіст каштанові. Зеленкувато-жовтий дзьоб з червоною основою верхньою щелепою. Над дзьобом на лобі лежить блакитний м'ясистий наріст. Ноги зеленкуваті.

## Спосіб життя
Навколоводні птахи. Завдяки довгим ногам з довгими пальцями, пристосовані для ходьби по заростях водних рослин. Вони погано літають, але добре пірнають та плавають. Живляться водними комахами, молюсками та іншими безхребетними, рідше насінням. Сезон розмноження починається з сезоном дощів (в Індії він триває з червня по вересень). Гнізда будують серед водної рослинності. Для виду характерна поліандрія. Самиця після спаровування відкладає 4 яйця у гніздо. Після цього вона йде на пошуки іншого партнера, а кладкою і потомством опікується самець.